# Харчук Ніна Феодосіївна
Ніна Феодосіївна Харчук (11 січня 1948, Бережани — 6 липня 2015, Боярка) — український мистецтвознавець, журналіст, перекладач і громадський діяч. Член Спілки радянських художників України з 1984 року та Національної спілки журналістів України. Депутат Боярської міської ради з 1990 року, голова постійної комісії з питань регламенту, депутатської діяльності та етики (5-ти скликань). Член Народного руху України у 1989—1999 роках (у 1997—1998 роках — член Центрального проводу НРУ). Була членом політичної партії «Фронт Змін». Заслужений журналіст України з 1998 року. Лауреат Літературно-мистецької премії імені Володимира Самійленка. Почесна жителька Боярки з 2015 року.

## Біографія
Народилася 11 січня 1948 року в місті Бережанах (нині Тернопільський район Тернопільської області, Україна). 1972 року закінчила філологічний факультет Київського університету імені Тараса Шевченка.
Після здобуття вищої освіти працювала молодшим редактором редакції літератури для художньої самодіяльності видавництва «Мистецтво», літературним редактором, завідувачем відділу редакції журналу «Образотворче мистецтво». Протягом 1989—1995 років обіймала посаду завідувача наукової редакції «Мистецтво України» у видавництві «Українська енциклопедія»; у 1995—1998 роках працювала парламентським оглядачем газети «Час-Time»; у 1998—1999 роках — завідувачем відділу політики газети «Час», парламентським кореспондентом «Рух-прес». У 1999—2000 — оглядач, спецкор газет «Столиця» і «Хрещатик», у 1999—2001 роках — заступник головного редактора тижневика «Влада і політика» та одночасно у 1999—2015 роках — член редколегії журналу «Ukraine-Україна». У 2008—2015 роках — відповідальний секретар і член редколегії журналу світової літератури «Всесвіт», представляла видання на міжнародних форумах: трьох традиційних «Всесвітянських читаннях» у Кембриджському університеті (Велика Британія), також у Баку та Єревані.
Мешкала у місті Боярці, в будинку на вулиці Кооперативній, № 8. Померла в Боярці 6 липня 2015 року.

## Наукова і перекладацька діяльність
Працювала у галузі мистецтвознавства. Опублікувала понад 400 робіт, зокрема про творчість Тетяни Яблонської (1981), Михайда Дерегуса (1985). Автор статтей до першого тому енциклопедії «Мистецтво України» (1995), біографічного довідника «Мистецтво України» (1997), краєзнавчого збірника «Боярка» (1999, автор і упорядник) та Енциклопедії сучасної України.
В останні роки життя переклала українською мовою низку творів для вірменського й азербайджанського спецномерів журналу «Всесвіт», за що отримала державну нагороду Вірменії — Золоту медаль Міністерства культури Республіки Вірменія.

## Вшанування
- 16 грудня 2017 року в місті Боярці, біля краєзнавчого музею, на честь Ніни Харчук встановлено меморіальну дошку[2];
- Внесена до збірника «Боярка — місто натхнення та звитяги. 100+ яскравих особистостей»[8];
- 30 червня 2022 року, відповідно до рішення «Про перейменування вулиць населених пунктів Боярської міської територіальної громади Фастівського району Київської області», вулицю Кооперативну в місті Боярці, на якій мешкала Ніна Харчук, перейменовано на її честь[8].